# Station Soltendieck
Station Soltendieck (Bahnhof Soltendieck) is een spoorwegstation in de Duitse plaats Soltendieck in de deelstaat Nedersaksen. Het station ligt aan de spoorlijn Stendal - Uelzen.

## Indeling
Het station is een goed voorbeeld van een station van de laagste categorie 7. Het enige perron is sober ingericht met een abri. Het perron is te bereiken vanaf de straten Hauptstraße en Bahnhofsstraße. 

## Verbindingen
Het station wordt bediend door treinen van DB Regio Südost. De volgende treinserie doet het station Soltendieck aan:
| Serie | Treinsoort                         | Route | Bijzonderheden             |
| ----- | ---------------------------------- | --- | -------------------------- |
| RE 20 | Regional-Express (DB Regio Südost) | Uelzen – Soltendieck – Salzwedel – Stendal Hbf – Magdeburg Hbf – Calbe (Saale) Ost – Köthen – Halle (Saale) Hbf | rijdt eenmaal per twee uur |